# Maria Teresa Motta
Pour les articles homonymes, voir Motta.
Maria Teresa Motta, née le 19 avril 1963 à Sanremo, est une judokate italienne.

## Palmarès international en judo
| Championnats du monde | Championnats du monde | Championnats du monde |
| Année                 | Médaille              | Catégorie             |
| --------------------- | --------------------- | --------------------- |
| 1982                  | bronze                | +72 kg                |
| 1984                  | or                    | +72 kg                |
| Championnats d’Europe |                       |                       |
| Année                 | Médaille              | Catégorie             |
| 1981                  | bronze                | ouverte               |
| 1983                  | or                    | +72 kg                |
| 1983                  | argent                | ouverte               |
| 1984                  | argent                | ouverte               |
| 1984                  | bronze                | +72 kg                |
| 1985                  | bronze                | +72 kg                |
| 1990                  | bronze                | +72 kg                |